# IC 5365
IC 5365 је ознака објекта на координатама са ректансцензијом 23h 57m 34,0s и деклинацијом - 37° 1" 30'. Открио га је Луис Свифт, 25. септембра 1897. Каснијим посматрањима на том положају није уочен никакав астрономски објекат.